# 7863 Тернбулл
7863 Тернбулл (7863 Turnbull) — астероїд головного поясу, відкритий 2 листопада 1981 року.
Тіссеранів параметр щодо Юпітера — 3,187.